# Gerrit
Gerrit es una aplicación web gratuita de revisión de código utilizada por desarrolladores de software para revisar en equipo las modificaciones de cada uno en el código fuente y también para aprobar o rechazar estas modificaciones usando un navegador web. Se integra con Git, un sistema de control de versiones distribuido.
Gerrit es una bifurcación de Rietveld, otra herramienta de revisión del código. Ambas herramientas fueron nombradas en honor al diseñador neerlandés Gerrit Rietveld.

## Diseño
Originalmente escrito en Python como Rietveld, es ahora escrito en Java (Java EE Servlet) con SQL desde la versión 2.  Gerrit hace uso del Toolkit Web de Google para generar código de Javascript a partir de código fuente en Java.